# Греко-католицька семінарія в Загребі
Греко-католицька семінарія в Загребі є центральним навчальним закладом Крижевської єпархії та найстарішою установою Греко-Католицької Церкви в Хорватії, що походить від Марчанського вікаріату. Ця греко-католицька семінарія є однією з найстаріших католицьких семінарій (seminarium maius) східного обряду у світі.

## Історія
Греко-католицьку семінарію в Загребі на Горньому граді заснував у 1681 році єпископ Павао Зорчич з Марчі, який купив будинок у знатної родини Патачичів і переобладнав його на семінарію, де також була каплиця для богослужінь. Від початку в семінарії жили і виховувалися не тільки семінаристи, а й кандидати до священства.
У 1766 році семінарія сильно постраждала від пожежі. Збереглася лише партерна кімната у східній частині, нині — хол. З 1768 по 1774 рік єпископ Базилій Божичкович (1759—1785) з нуля збудував нову двоповерхову будівлю. Тут також містилася каплиця св. Василія Великого на місці сьогоднішнього співкатедрального собору. Видатним ректором цієї епохи був Атанасій Гвозданович, який пізніше був ректором Королівської греко-католицької семінарії у Відні (Барбареум).
У 1828 році, за часів єпископа Крижевича Костянтина Станіча (1814—1830), північна частина семінарії була добудована, а церква св. Василія Великого, освячений у 1830 році. Греко-католицька семінарія брала активну участь у хорватському національному відродженні. Видатними ректорами цієї епохи були Тадія Смічиклас і Антон Франкі.
Під час великого землетрусу в Загребі в 1880 році семінарія і церква св. Василія Великого дуже постраждали. Єпископ Ілія Хранілович (1850—1889) відбудовує семінарію і будує нову церкву св. Кирила і Мефодія за планами Германа Болле. Ректор Андрій Сегеді вперше поклав Божественну Літургію на музику жумберацького народного мотиву.
Наприкінці 20-го століття було добудовано західний корпус і проведено капітальний ремонт семінарії та співкатедри св. Кирила і Мефодія. Семінарія сильно постраждала під час Великого землетрусу в Загребі в 2020 році і була тимчасово закрита на капітальний ремонт.

## Ректори
1. Джуро Гермінікович (1688 р -?)
2. П. Теодор Страгінич ЧСВВ (бл. 1700 р.)
3. Гргур Югович (1702 р -?)
4. Франьо Новак (1710 р -?)
5. Теофіл Пашич, ЧСВВ (1738—1739 рр.)
6. Симеон Буліч (1742 р -?)
7. Ігнацій Латкович (1772—1776 рр.)
8. Атаназіє Гвозданович, ЧСВВ (1776—1779 рр.)
9. Сильвестр Бубанович, ЧСВВ (1780—1781 рр.)
10. Янко Раякович (1781—1782 рр.)
11. Костянтин Станіч (1782—1785 рр.)
12. Антун Тумара (1800—1807 рр.)
13. Томо Чучіч (мирянин, 1794—1796 рр.)
14. Габре Смічиклас (1809—1810 рр.)
15. Костянтин Потуричич (1810—1812 рр.)
16. Симеон Чучич (1812—1821 рр.)
17. Базиліє Божичкович (1830—1831 рр.)
18. Нікола Маліч (1831—1837 рр.)
19. Янко Голеш (1837—1846 рр.)
20. Янко Предович (1846—1849 рр.)
21. доктор філософії Петар Стіч (1849—1851 рр.)
22. Павао Братель (1851—1860 рр.)
23. Базиліє Потуричич (1860—1861 рр.)
24. Марко Станіч (1861—1866 рр.)
25. Томо Відович (1866—1871 рр.)
26. проф. Габро Смічиклас (1871—1877 рр.)
27. зг. проф. доктор філософії Тадія Смічіклас (1877—1882 рр.)
28. Володимир Лабош (1882—1885 рр.)
29. проф. доктор філософії Антон Франки (1885—1891 рр.)
30. Андрія Сегеді (1891—1897 рр.)
31. доктор філософії Дане Шаятович (1897—1902 рр.)
32. вл. д-р. Діонізій Няраді (1902—1914 рр.)
33. доктор філософії Томо Северович (1914—1924 рр.)
34. доктор філософії Іван Вишошевич ЧСВВ (1924—1956 рр.)
35. Іван Крстітель Павкович (1956—1990 рр.)
36. вл. Нікола Кекіч (1990—2019 рр.)
37. доктор філософії Роберт Рапленович (2019—2020 рр.)
38. Даніель Вранешич (2020 -)

## Галерея

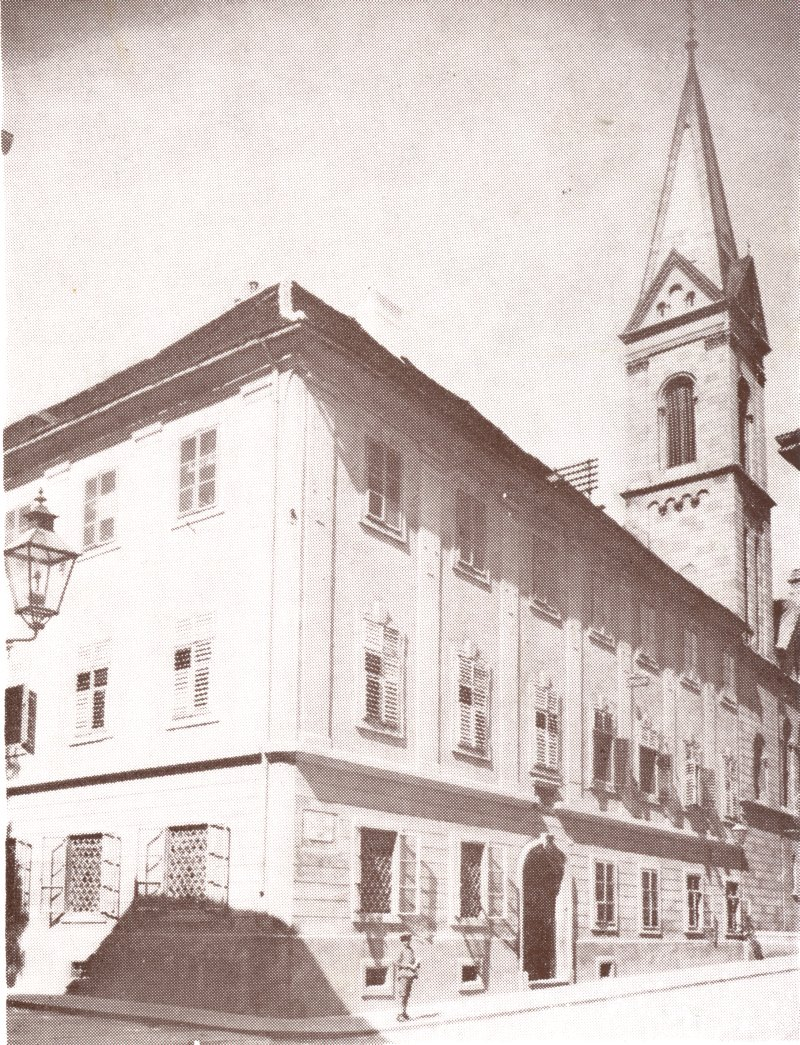
Греко-католицька семінарія в Загребі в 1920-х роках
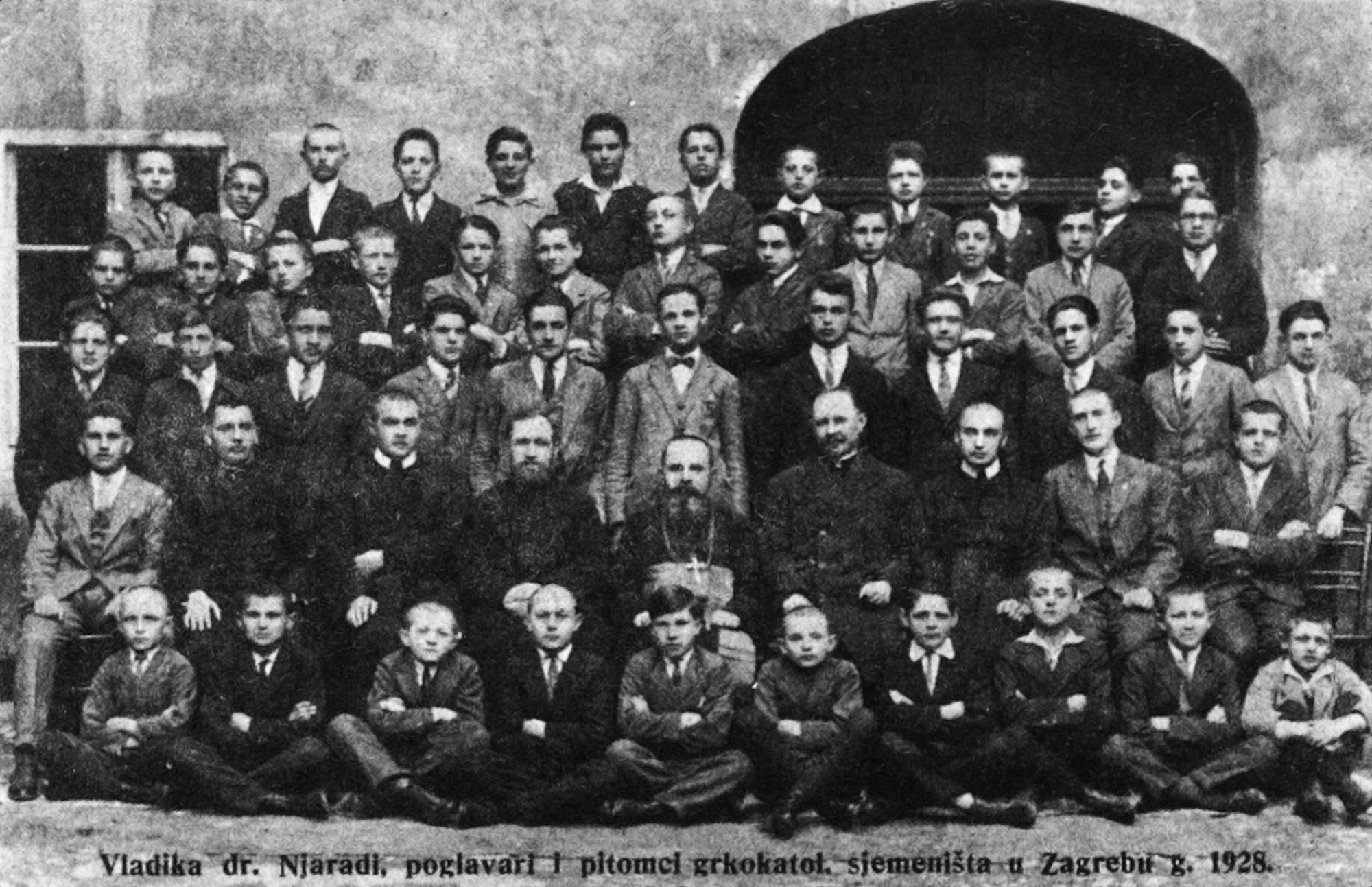
Єпископ Діонізій Ньяраді, ректор Вішошевич (ліворуч від єпископа) та учні греко-католицької семінарії в Загребі